# Luis Olariaga Pujana
Luis Olariaga Pujana (Vitòria, 21 de març de 1885 - Madrid, 3 d'agost de 1976) fou un economista basc, acadèmic de la Reial Acadèmia de Ciències Morals i Polítiques.
Pertanyia a una família de petits burgesos. Treballà de jovenet en un banc i entre 1908 i 1911 va marxar a la sucursal de Crédit Lyonnais a Londres, on va contactar amb Ramiro de Maeztu i José Ortega y Gasset. Influït per ells, va estudiar dret a diverses universitats fins que es va llicenciar a la Universitat d'Oviedo en 1914. Gràcies a un beca de la Junta per a l'Ampliació d'Estudis va viatjar a Berlín en 1912, on va estudiar dos anys amb Max Sering, Adolph Wagner i Franz Oppenheimer. En començar la Primera Guerra Mundial va tornar a Espanya i es va incorporar al Seminari d'Economia Política d'Antonio Flores de Lemus. En 1916 es va doctorar a la Universitat Central de Madrid amb la tesi Entorno del problema social agrario.
En 1917 fou nomenat catedràtic de política social i legislació comparada de la Universitat Central de Madrid, on va destacar per la seva tasca com assessor i els seus articles a El Sol divulgant les teories de John Maynard Keynes, del que després es va tornar un aferrissat crític, i Friedrich Hayek. Entre els seus alumnes hi havia José Antonio Primo de Rivera.
Durant la dictadura de Primo de Rivera fou nomenat membre de l'Assemblea Nacional Consultiva En 1928 fou nomenat Secretari del Comitè Interventor dels Canvis i en 1929 membre del Consell Superior de Ferrocarrils i de la Comissió d'Ordenació Ferroviària del Ministeri d'Obres Públiques sota el ministeri de José Calvo Sotelo.
Durant els primers anys del franquisme José Larraz López el va nomenar assessor tècnic del Comitè Central de la Banca Espanyola i posteriorment director del Consell Superior Bancari. En 1944 va ingressar a la Reial Acadèmia de Ciències Morals i Polítiques i en 1950 en la Reial Acadèmia de Ciències Econòmiques i Financeres. Econòmicament va optar pel liberalisme econòmic anti-intervencionista que criticà el paper del Banc d'Espanya i el va enfrontar al nacionalisme econòmic de Francesc Cambó i Batlle, tot i que posteriorment es va mostrar a favor del Plan de desarrollo de 1959.

## Obres
- La política monetaria en España (1932)
- ¿Liberalismo o socialismo es el dilema?
- La ordenación bancaria en España
- Teoría del dinero, en dos toms El dinero (1946) i Organización monetaria y bancaria (1954)
- El patrón oro, la peseta y la economía española
- La sociedad a la deriva (1971)